# SPRITE (漫画)
『SPRITE』（スプライト）は、有村しのぶによる日本の漫画。『ヤングキング』（少年画報社）において、1994年から1997年まで連載された。単行本は全10巻。
「ナミ」というもう1つの人格を持つ二重人格の女子高生・朔本真奈美と、彼女の家に同居することとなった親戚の高校生・高村徹を中心に展開されるエロティックコメディである。
1997年には、『真奈美&ナミ スプライト』のタイトルで全2巻のOVAとしてアニメ化もされた。このアニメ化作品についても本稿で併せて扱う。

## 概要
二重人格の女子高生・朔本真奈美と、彼女の家に同居している高校生の高村徹を中心とした学園コメディ。おしとやかな真奈美とは対照的なもう1つの人格「ナミ」の活躍と、彼女の行動で巻き起こる騒動を描く。
成人向け漫画雑誌で執筆していた有村しのぶが、青年漫画雑誌『ヤングキング』で執筆した作品としては、『わがままなオリーブ』に続いて2作目となる。有村の作品で単行本の巻数が2桁に達しているのはこの作品のみであり（2011年11月時点）、OVA（オリジナルビデオアニメ）としてアニメ化もされ有村の代表作となっている。
普段は淑女だが、Hなことに積極的なもう1つの人格を持つ二重人格の女性を主人公とした作品としてはデビュー2作目ですでに執筆しており、有村は以前より考えていたという。
タイトルとなっている「スプライト」には「妖精」、「小悪魔」といった意味があり、二重人格の真奈美のキャラクターを表現したものとなっている。徹は最終回ラストでナミのことを「僕のスプライト」と表現しており、スプライトの上には「小悪魔」とルビが振られている。また、徹が「ストライプ」と間違えるシーンもある。

## 作風
女性キャラクターのHなシーンが見せ場になってはいるものの一般向け青年誌での連載であるため、有村が本作以前に執筆していた成人向け雑誌の作品よりは過激な描写が抑えられている。徹は真奈美（ナミ）が好きだがスケベで優柔不断であることから、ナミのライバルである緒方千晃や他の女性とHな行為に及ぶことも多いものの、いざ挿入となるとナミなどによる邪魔が入るという結果に終わり、物語終盤でナミと結ばれるまで童貞卒業を果たしていない。作中で描かれるシチュエーションには、有村が本作以前に執筆していた『てぃーんず・パラダイス』と同一、あるいは類似したシチュエーションも散見される。主人公の真奈美はナミの状態での登場がメインであり、真奈美としての登場シーンはナミほど描写されていない。また、徹と結ばれるのも真奈美ではなく、ナミである。
Hなシーンを交えたコメディとしてナミの活躍が描かれるが、真奈美がナミの存在を自覚する物語中盤（5巻）と終盤（10巻）では真奈美、ナミ共に自分が消えることへ恐怖を憶えるシーンが描かれるなど、ややシリアスな描写となっている。

## あらすじ
※主に第1巻と5巻、10巻の内容を中心として記述している。

### 第1巻 - 第5巻
高村徹は仙台からやってきた転校生。母の長期療養と大学受験のため、東京にいる親戚の朔本家に間借りすることとなったのだった。
朔本家の一人娘・真奈美は徹の幼なじみであり、彼女の美しく成長した姿に心ときめく徹。だが緑ヶ丘高校に転校した初日早々、徹は真奈美が同級生の緒方千晃らに絡まれている現場を目撃する。徹は助けようとするが彼のふとした呼びかけから真奈美は突如として豹変し、逆に千晃らを返り討ちにしてしまう。
徹はすぐに、それが真奈美に潜むもう一つの人格である「ナミ」によるものだと知る。以後ナミはしばしば出現し、徹とHなことをしたり派手な行動で周囲をにぎわす存在に。そして真奈美をライバル視する千晃が徹を好きになったことで、徹はスケベ心から真奈美＆ナミ、千晃による奇妙な三角関係となるのだった。
こうして学校生活を送る徹と真奈美だったが、真奈美自身も自分の中に「ナミ」というもうひとつの人格が存在することに気づき、ナミの占める部分が大きくなっていくことで自分が消えるのではないかという恐怖を憶えるようになる。真奈美に「ナミ」という人格が生じたのは、幼少時の徹との「お医者さんごっこ」で服を脱ぐのを恥ずかしがる真奈美に徹が「“ナミ”という別なコになるんだ」、と言ったことがきっかけだった。「“真奈美”としてお医者さんごっこをすればナミは消せるかもしれない」という徹の提案により、真奈美は徹に連れられ彼の実家のある仙台で「お医者さんごっこ」に臨むがナミは消えることはなく、真奈美もナミが自分を今まで助けてくれたことや彼女もまた「消えたくない」と涙を流す姿を見たことで、ナミをもう1人の自分として受け容れ、しばらくこのままでいようと思い直す。

### 第6巻 - 第10巻
ナミとの人格を分け合う生活にも慣れていく真奈美だったが、自分が消えることへの不安は拭えず、二重人格であることを心理療法士の時宗涼子に打ち明ける。時宗の心理療法でナミは封印され、真奈美もナミに関する記憶を失ったまま月日は過ぎていった。いつしかナミを強く求めるようになっていた徹は千晃を振って、ナミを再び呼び出そうと一計を案じる。「真奈美がナミに救いを求めるほどに恥ずかしい目に合わせ、自分がナミを呼び出せばナミを呼び出せるのではないか」と考えた徹は、真奈美と二人きりになった夜にそれを実行に移す。真奈美を傷つけるだけで失敗に終わるかと思われた矢先、ついにナミは現れたのだった。徹はナミに自分の想いを告白し、感激した彼女とついに結ばれる。初体験を終えた二人は食事へ出た帰りに公園に寄るが、ナミは突然漕いでいたブランコから月に向かってジャンプし、着地に失敗して頭を強打したことで昏睡状態となってしまう。病院に運ばれ意識を回復した真奈美はそれまでの記憶を失うが、以前よりも明るくなりかつての真奈美とナミが融合したような性格となる。だが徹と結ばれた夜を最後に、ナミは消えてしまったのだった。

## 登場人物

### メインキャラクター
朔本真奈美（さくもと まなみ）
主人公。東京にある緑ヶ丘高校に通う高校2年生の女の子（物語開始時）。　
童顔ながらナイスバディの持ち主で、学校の男子に人気がある。料理も上手で、幼なじみの徹や友人の今井佳奈から褒められている。また、勉強もしっかりこなす優等生でもある。
当初はボーイフレンドの雅也と交際していたが、ナミの行動によりあえなく破局。徹と夜に2人きりで学校のプールで泳いだ際に「初恋の人」と告白され（第2巻）、次第に徹を意識するようになる。
おしとやかな性格であまり目立たないタイプだったが、徹と一緒にすごすようになってからもう1つの人格である「ナミ」が頻繁に出現するようにより、突飛な行動が目立つようになっていく。物語当初からしばらくはナミである間の記憶がなくその存在にも気づかなかった。中盤でナミの存在を自覚してからは、窮地に陥った際にナミに助けを求めている描写もある。
髪の色はカラーイラストではピンクだが、アニメではワインレッドとなっている。
終盤でナミとして徹と結ばれるまで処女だった。最終回ではナミが起こした事故により記憶を失うも、本人は「生まれかわったみたいで新鮮な気分」と語り悲観する様子を見せてはいない。ラストにおける徹のモノローグではそれまでの真奈美のことを「真奈美ちゃん」、記憶を失い明るい性格になった彼女を「真奈美」と表現している。
ナミ
真奈美のもう1つの人格。主人格の真奈美とは対照的な性格であり趣味や嗜好も異なるほか、性に対しても奔放になる。徹のオナニーをまじまじと見たり、彼とHな行為に及ぶこともしばしば。真奈美と同じく、ナミも徹のことを好きになっていく。
真奈美の時とは口調や徹への接し方が変わり、呼び方も真奈美のときの「トオルくん」から「トオル」と呼び捨てとなり彼をパシリのように扱うなど、態度も大きくなる。また、顔つきも変化し真奈美のときより大人びた表情を見せるようになる。
第1話では、ナミの人格が発現する際に水晶球が割れるようなカットがある。アニメではこれに加え、変身ヒロインアニメにある変身シーンのようなイメージ映像も追加されたほか、ナミの人格が発現しているときに真奈美がこの水晶玉に閉じ込められているようなイメージ映像も追加された。
自分に絡んできた千晃たち3人を1人でまとめて倒しており、腕っ節は相当に強い。本人曰く「スポーツ万能」というように身体能力は高く、それを買われてクラブ活動に参加することも。イタズラ好きで真奈美のマネをして徹をからかうこともある。ただし幽霊が大の苦手で、真奈美が勉強しているときは眠っているため勉強も苦手である。
徹の「ナミ」という呼びかけで出現するほか、真奈美が心の中でナミに助けを求めたりすることで出現する。また、真奈美が居眠りして目を覚ましたり、極度の羞恥心を憶えると人格がナミに切り替わる。真奈美に戻るときは再度眠りに付いて目を覚ます、Hなことでエクスタシーを得るなどすれば戻るが、徹がその最中に「ナミ」と呼び続けていれば真奈美に戻ることはない。また、ナミの状態で気絶すると真奈美に戻ってしまう。
最後にナミを消すということについては、有村によれば連載当初から決めていたことだったという。
高村徹（たかむら とおる）
東北の片田舎から東京にやってきた、真奈美と同い年の高校生。ナミを生み出した張本人でもある。
転校早々に真奈美の豹変ぶりを目の当たりにしたことで、彼女の中にもう1つの人格「ナミ」が存在すること、「ナミ」という自分の呼びかけでナミの人格が出現することに気づく。以後は真奈美のピンチやトラブル解決のためにしばしばナミを呼び出すように。
実家は仙台で医者をやっており、簡単な止血などの応急処置はこなせる（第2巻）。学校でも保健委員をやっている。
第2巻でキャンプに行った際、幽霊に憑依される。その時の行動が原因で千晃に好意を持たれ、徹もスケベ心からHな行為に及ぶようになるが、邪魔が入るなどして挿入にはいたらず。
ナミのお目付け役を自称するが、彼女に振り回されたりうまく乗せられてしまうことも多い。
第5巻の時点では真奈美とナミが同じように好きだと思っていたが、終盤で「自分が一番すきなのはナミ」だと気づく。
緒方千晃（おがた ちあき）
真奈美の同級生。ストレートの黒髪で、スタイルは真奈美にも引けをとらない。バストは真奈美より大きいが、ウエストは真奈美のほうが細い（8巻）。
交際していた雅也が真奈美に乗換えたことから、仲間二人を連れて真奈美をリンチにかけようとする。だが、徹の呼びかけで発現したナミによって返り討ちにされ、仲間ともどもパンツを脱がされそれを頭にかぶせられるという屈辱を味わう。以後、真奈美に復讐しようとするもことごとくナミによって反撃され、真奈美の変貌の秘密を暴こうとするように。
第2巻で幽霊に憑依された徹にHなことをされて以来、徹のことを好きになってしまう。徹をめぐって真奈美（ナミ）をライバル視するようになり、徹にもHな行為でモーションをかけるようになる。
ナミとは仲が悪いが、酒が入ると一緒になって悪乗りする一面もある（第3巻、第9巻）。
第3巻で徹との初Hに及ぼうとした際の描写から、処女ではなく経験済みである。雅也と付き合う以前にも、剃毛を趣味とする瀬戸哲也という男性と15歳のときに交際しており、パイパンにされ友人と風呂にも入れなかったという本人曰く「暗い過去」を持つ（第9巻）。
学校では演劇部の部長を務めている（5巻）。3人姉妹の末っ子で2人の姉がおり、父親は酒造会社の宣伝部長と千晃が語っているが両親は本編中に登場していない。千晃が3人姉妹の設定は『てぃーんず・パラダイス』のヒロイン・有美と同様であり、また、徹が千晃と一緒に二人きりで風呂に入っているところで千晃の二人の姉が帰ってきて痴漢と間違われた挙句に家からたたき出されるという第3巻8話のシチュエーションも同作品ですでに描かれている。
夏休みにアトランタオリンピックを見に行ったり(6巻)、別荘を持っていたり（7巻）するなど、経済的に裕福であることが描写されている。
終盤で徹にふられるも、本編終了後の『ヤングキング増刊エトランゼ』に掲載された読切で数学教師・新庄との恋愛を成就させた。
千晃の名前は作者の女友達からとったもので、単行本4巻にはその女性の写真が載っている。

### メインキャラクターの同級生
飯田正樹（いいだ まさき）
徹の友人。第1巻から登場しているが、「正樹」という名前が明らかになったのは第2巻の1話。姓が飯田と判明したのは第4巻の1話である。
徹と一緒にバカをやっていることが多い。人力飛行機クラブに所属している（第4巻）。
ミクという彼女がいる（第6巻）。それ以前にも交際していた女の子がおり、第2巻で初体験の話を徹たちにしていた。
河田（かわだ）
徹の友人。太目の体形をしている。徹や正樹と違って女の子とは縁がなく、何かしら食事をとっているシーンが多い。
第1巻8話で初登場。このとき徹、正樹と一緒にプールでバカ騒ぎをしている。
第4巻9話で初めて徹が名前を呼んだシーンでは「斉藤」になっていた。「河田」と呼ばれるようになったのは、徹と正樹に「オッパイ占い」を提案した第6巻3話からである。
今井佳奈（いまい かな）
真奈美の友人。第1巻8話の、徹たちがプールでバカ騒ぎをしているの見て「男子騒いでばっか」と言うシーンが初登場。真奈美からは「佳奈」と呼ばれている。「今井」という姓で呼ばれたのは第5巻で徹が彼女の家に電話で真奈美（ナミ）の消息を尋ねたときのみだが、アニメのクレジット表記ではこちらが使われている。
ミク
正樹の彼女。第6巻3話で初登場。以後、真奈美や千晃と一緒に登場するシーンが描かれるようになる。
真奈美や千晃には及ばないものの、そこそこの容姿で描かれている。第9巻で千晃の元カレが所有している別荘に行った際に正樹とアオカンしているが、真奈美や千晃のようにHなシーンを見せ場とする描写にはなっていない。
トモ子
第1話で真奈美のパンツを脱がせようとした千晃の友人の1人。ナミによって蹴り一発でノックアウトされた。アニメではナミに攻撃を仕掛ける際、卓球のスマッシュのモーションでパンチを繰り出した。
以後は真奈美に対して特に反発する態度はとっていない。第2巻で幽霊に肉体をのっとられ、はじき出された徹の魂が憑依したカニを風呂で捕まえたときには名前が「純子」になっていた。
第6巻6話で登場した際には、真奈美や佳奈とも友人のように接している。
井上（いのうえ）
第1話で真奈美のパンツを脱がせようとした千晃のもう1人の友人。ナミによって顔面にパンチを食らってノックアウトされた。
太目の体型にくわえて、容姿も悪く男子生徒には人気がない。第1話でナミからパンツを脱がせて頭にかぶせるように言われた徹が嫌がっていたり、第2巻でのキャンプで行われた肝試し大会では、ペアを組まされた正樹が嫌がるシーンなどが描写されている。
第6巻6話で柔道部の女子部に所属していることが明らかになった。また、姓が「井上」と判明したのはこの次の回である。
アニメでは転校初日の徹と真奈美が食堂で食事をするシーンにチラッと登場する程度で、千晃やトモ子と共謀して真奈美のパンツを脱がせようとするシーンでは登場しておらず、別のキャラクターに置き換えられている。
雅也（まさや）
真奈美のボーイフレンドで千晃の元カレ。第1巻で登場。
雅也が千晃から真奈美に乗り換えたことで、千晃は仲間2人を連れて真奈美に制裁を加えようとした。ただし真奈美のほうから略奪愛のような形で雅也を奪ったというわけではなく、真奈美は千晃に言い寄られた際に雅也のほうから声をかけてきたとする旨を述べている。
徹が転校してきた日の夜、ナミが徹を連れてディスコに来た時には今までの真奈美とは違う姿を見て驚いていた。ディスコから出た後、酔っ払いに絡まれた徹を残してナミとホテルに入るもナミに股間を蹴られたうえに服の上にゲロを吐かれるなど、散々な目にあったことで真奈美をふることに。
アニメではディスコのシーンはなく、真奈美との関係についてはナミ曰く「こいつ（雅也）のほうが真奈美に強引に言い寄っているだけ」となっている。

### メインキャラクターの家族
朔本夫妻
真奈美の両親。母親のほうは第1話より登場している。父親は第2巻7話で初登場。
第3巻8話では家族で温泉旅行にでかけたりもしている。
母の名は静子。第9巻2話で明らかとなった。
アニメでは母のみが登場している。
高村一家
仙台にいる徹の家族。第5巻で登場。両親と兄がいる。
最初に登場したのは大学生の兄の正行で、仙台駅で徹と真奈美を車で迎えに来たシーンで登場。
母は徹の実家で療養中であり、真奈美に仙台で七五三を迎えたときのことを話した。
父親は医師だが、第2巻での真奈美のセリフで徹の実家が医者であることが語られる程度で劇中で本人が医術を施すシーンは描かれていない。
アニメでは実家に戻ってきた徹たちと話す声が聞こえるだけとなっている。また、徹の兄と母はキャストがクレジットされていないほか、徹の叔母が兄と一緒に車で来たことになっている。
緒方百合（おがた ゆり）
千晃の姉。第3巻8話で初登場。このとき千晃は「チー姉」と呼んでいた。
その後第6巻5話で再登場。満員電車の中で出会った徹を痴漢と間違え、成り行きで徹を家に連れてきたうえに千晃の前で徹を誘惑して千晃とお色気コスプレ対決を展開することに。
サディスト的嗜好の持ち主。復縁を迫ってきた恋人のヒロシに対し、徹たちに目の前でパンツに挟んだ割り箸を大殿筋の収縮によって割る芸を披露させようとしていた。
第9巻2話では、千晃に買ってきた「愛の媚薬チョコレート」を千晃が徹にバレンタインチョコとして渡したことで徹や真奈美の父を性欲魔人に変えてしまった。
千晃は3人姉妹の末っ子なのでもう1人姉がいるが、第3巻8話で登場しただけであり第6巻の時点では結婚して家を出ていることが語られている。

### その他
時宗涼子（ときむね りょうこ）
第10巻で登場。真奈美が二重人格について打ち明けた心理療法士（セラピスト）。時宗心理クリニックを経営して心理療法を行っている。レズビアン。
真奈美の話を聞いた際には半信半疑だったが、ナミの存在を目の当たりにしたことで真奈美を研究対象にしようとする。ナミに対して徹の声を録音したテープを編集して徹がナミの存在を否定したかのようにナミを欺いてその存在を封印し、真奈美からもナミの記憶を消し去ってしまう。
さらには「仕上げ」と称して真奈美を自分の住んでいるマンションに連れ込み、レズプレイで真奈美の羞恥心をあおってナミを封印できたかを確かめようとするが、助けに来た徹に阻止された。

## 番外編・単行本併録作品
ロストワールド 原始時代編
真奈美や徹のいる時代設定を原始時代に置き換えた番外編。単行本8巻に収録。
本編とは異なる設定もされており、ナミは徹の呼びかけで出現するだけでなく満月の夜にも出現するほか、徹と千晃が幼なじみとなっている、真奈美が転校生となっているなどの変更点がある。また、本編に先駆けて徹とナミの結ばれるシーンが描かれているほか、本編に登場していない千晃の両親が登場している。なお、キャラクター名は全てカタカナになっており、真奈美はマナミ、徹はトオル、千晃はチアキとなっている。
最後は徹やナミたちのいる現代に戻り、原始時代のトオルの負った傷あとが徹の体に現れる様子が描かれ、徹たちの前世の出来事であったことを示唆する描写となっている。
千晃の場合 ―SPECIAL EDITION―
千晃を主人公にした読切。本編連載終了後の『ヤングキング増刊エトランゼ』1998年2月9日号に掲載。単行本10巻の巻末に収録。
徹にふられた後の千晃と、彼女に好意を抱いた数学教師・新庄との恋の行方を描く。
真奈美／ナミは登場せず、徹や正樹、ミクといった面々は登場するもののモブキャラクター的な描写に留まっている。
※ 以下は本作とはストーリー上の関連性がない作品。 
僕（ばか）たちの失敗
『ヤングキング増刊OURS』1995年8月30日号に掲載。単行本8巻の巻末に収録。
後に成年コミックとして刊行された短編集『あぶない オ・ヤ・ツ』（茜新社）に再録された。
エデンの森
『ヤングキング増刊OURS』1996年9月30日号に掲載。単行本9巻の巻末に収録。

## 単行本
- 有村しのぶ 『SPRITE』 少年画報社《ヤングキングコミックス》 全10巻

1. 1995年01月15日発行 ISBN 4-7859-1432-7
2. 1995年05月15日発行 ISBN 4-7859-1444-0
3. 1995年09月15日発行 ISBN 4-7859-1475-0
4. 1996年01月15日発行 ISBN 4-7859-1504-8
5. 1996年07月01日発行 ISBN 4-7859-1525-0

1. 1997年02月01日発行 ISBN 4-7859-1553-6
2. 1997年06月15日発行 ISBN 4-7859-1569-2
3. 1997年10月15日発行 ISBN 4-7859-1595-1
4. 1998年01月15日発行 ISBN 4-7859-1814-4
5. 1998年04月15日発行 ISBN 4-7859-1828-4

## アニメ
東映VANIMEレーベルのOVAとしてアニメ化され、東映ビデオより全2巻のVHSとLDでリリース。収録時間は各巻ともに40分。性的描写があるため、R15指定となっている。
真奈美/ナミ役の杉本ゆうは本作がアニメ初出演であり、また初主演作でもある。ニフティの『AnimeFan News』で1997年1月にLDのリリース情報が掲載された際には、「セクシーショット満載の制服美少女シリーズ第2弾」として紹介された。
第1巻は主に単行本1巻の第1話と第8話をベースに前半パートをエピソード1、後半パートをエピソード2として2話収録となっており、そのあとに第2巻へのプロローグという構成となっている。エピソード3となる第2巻は単行本5巻の内容をベースとしており、性的描写も第1巻より増えている。原作では性器などをさす言葉がしばしば徹やナミの口から出てくるが、アニメでは使われていない。また、物語冒頭で徹が真奈美のいる高校に転校する時期も4月で制服も冬服だった原作に対し、アニメ第1巻ではプールのエピソードとの兼ね合いから季節が夏に変更され夏服となっている、などといった変更もなされている。第2巻で真奈美とナミがコンタクトをとるシーンでは、ナミと真奈美の精神世界を表現したものとなっており原作にない二人のレズシーンが追加された。
海外でも販売されており、北米にて『Sprite:Between Two Worlds』のタイトルで2巻分を1巻にまとめたVHSが2000年に、リージョン1仕様のDVDが2001年と2004年にリリースされている。2004年にリリースされた際には多重人格の女性キャラクターが主人公であることから"The Anime equivalent of Sybil"（このアニメはシビルに相当する）という、多重人格の女性の人生を綴ったノンフィクション『失われた私』を原作とするサリー・フィールド主演の映画『シビル』（原題:Sybil）を引き合いにしたコピーの入ったパッケージでリリースされた。このほか、中国・台湾では『雙面妖精』（雙面は双面のこと）のタイトルでビデオCDがリリースされている。
キャスト
- 朔本真奈美／ナミ：杉本ゆう
- 高村徹：岩永哲哉
- 緒方千晃：岡本麻弥
- 雅也：三木眞一郎
- 真奈美の母（朔本静子）：種田文子
- 今井佳奈：土屋志乃（1）[注釈 3] → 太田絵美（2）
- 先生：宇垣秀成
- ヒラメ：鈴木勝美（1）
- 佐野圭介：斉藤周（1）
- 佐藤：太田絵美（1）
- 笹原：河口さよみ（1）
- 大貫：加瀬康之（1）
- 吉良：花田光（1）
- 瀬畑：小西克幸（1）
- 鈴木：田中涼子（2）
- 徹の叔母：中澤やよい（2）
- 徹の父：高瀬右光（2）

スタッフ
- 原作：有村しのぶ
- 監督：山口武志
- 脚本：瀬野鎧努
- キャラクターデザイン・作画監督：和田崇
- 音楽：勝又隆一
- 美術監督：廣瀬義憲
- 撮影監督：大瀧勝久
- 音響監督：高橋秀雄
- 色設定・色指定：田辺小百合
- 編集：正木直幸
- プロデューサー：嶋津毅彦、阿部倫久
- アニメーション制作：J.C.STAFF
- 製作：東映ビデオ

エンディングテーマ・挿入歌
- エンディングテーマ
  - 「Turn Table」（第1巻）
    - 作詞・作曲：Taisuke、編曲・歌：PLECTRUM
    - アルバム『SUNDAY CHAMPION』（1996年9月26日発売）に収録。

  - 「Hello Bell」（第2巻）
    - 作詞：Taisuke、作曲：Akira、編曲・歌：PLECTRUM
    - シングル「SMILE」（1997年5月25日発売）に収録。
- 挿入歌「水色の季節」（第2巻）
  - 作詞：松葉美保、作曲・編曲：勝又隆一、歌：太田絵美
  - 徹と真奈美が河川敷で話すシーンで使用された。

サウンドトラック
- スプライトVol.1&Vol.2 オリジナルドラマ＋サウンドトラック
  - リリース日：1997年4月25日、商品コード：PSCR-5589、JANコード：4988023035925
  - エンディングテーマ2曲と挿入歌も収録した全22曲のサウンドトラック。収録時間は65分。発売はポリスター。